# Vodní kanál

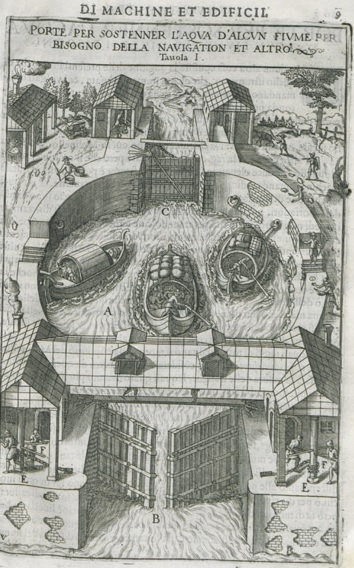
Novo teatro di machine et edificii, 1607

Vodní kanál je většinou uměle vytvořený vodní tok, někdy i vodní plocha, která může sloužit k různým účelům.

## Typy vodních kanálů
- přívod a odvod vody
  - Přivaděč slouží pro transport vody do vzdálených oblastí pro průmyslové nebo zemědělské účely nebo k vyrovnávání vodního stavu ve vodních nádržích.
  - Zavlažovací kanál slouží pro závlahu, typicky pro zemědělské účely.
  - Náhon slouží pro přívod vody na mlýnské kolo.
  - Odvodňovací kanál (drenážní kanál, odvaděč) slouží k odvodnění bažinatých a podmáčených pozemků.
- dopravní kanál
  - Průplav je uměle vytvořená vnitrozemská vodní cesta, která slouží vodní dopravě.
  - Kanál pro dopravu dřeva (splavovací kanál) slouží ke splavování dřeva.
- sportovní kanál
  - Kanoistický kanál je trasa vyhrazená pro slalom na divoké vodě a rafting.
  - Veslařský kanál je trasa vyhrazená pro veslování a rychlostní kanoistiku.
- Průtok je označení pro krátký kanál nebo řeku obecně přirozeného původu.